# Galaxy A54 5G
Galaxy A54 5G（ギャラクシー エーフィフティーフォー ファイブジー)は、サムスン電子が2023年3月に発売したAndroid搭載スマートフォンである。

## 概要
キャッチコピーは、「よくばりな理想を充実機能で叶えるAwesomeな1台」。2023年3月15日にグローバルで発表され、日本では同年5月25日に、NTTドコモからはSC-53D、auからはSCG21の型番で発売され、また、UQモバイルでも取り扱われた。

## 仕様
画面サイズは6.4インチで、SoCには、自社製のExynos 1380を採用。
ディスプレイは、Full HD+Super AMOLED 有機ELを搭載。
カメラは広角カメラ5000万画素、超広角カメラ1200万画素、マクロレンズ500万画素、インカメラ3200万画素の構成。
動画撮影時一時停止ボタン、手振れ補正（1080P/60fps・4K撮影のみ）機能あり。
メモリ6GB、ストレージ128GBの内蔵ストレージのほか、外部ストレージ（最大1TB）にも対応する。
海外版はメモリ8GB　16GBまで増幅可能。国内版はメモリ6GB固定
バッテリー容量は5000mAh
生体認証は画面内指紋認証と顔認証に対応。IP67等級防水、NFC・おサイフケータイにも対応する。
充電端子は、USB-Cを搭載する。
イヤホンジャック非搭載、フィルム別売り